# Rubèn III
Rubèn III (armeni: Ռուբեն Գ) (mort el 1187) fou príncep del Regne Armeni de Cilícia, de la dinastia rubènida. Va succeir el seu oncle Mleh el 1174. Romangué fidel als croats, tot i que fou traït pel príncep d'Antioquia. Adquirí fama de governant just i ordenà la fundacions de monestirs en el seu reialme.

## Orígens
Era fill d'Esteve d'Armènia Menor i de Rita de Barbaron. Durant el regnat de Mleh, va viure exiliat a Barbaron. El 7 de febrer del 1165, quan el seu pare anava al banquet que oferia el governador romà d'Orient de Cilícia, Andronicus Euphorbenus, fou assassinat. Després d'això passà a viure amb el seu oncle matern, Pagouran, senyor de Barbaron, fortalesa que protegia el pas a les Portes de Cilícia per les Muntanyes del Taure.
Quan el seu oncle, Mleh, també morí assassinat per la noblesa (els nakharark), el 15 de maig del 1175, fou escollit com a successor pel seu caràcter generós i de bona fe.

## Relació amb els estats croats
Després de la greu derrota romana d'Orient davant els seljúcides a Miriocèfal, a la regió de Frígia el 1176, l'amenaça dels romans d'Orient va desaparèixer també per a Armènia Menor. Va oferir una recompensa als assassins del seu oncle, però quan aquests la van anar a cobrar els va executar.
Rubèn va restablir la tradicional aliança amb els estats francs. A finals del 1177, col·laborà amb el comte Felip d'Alsàcia i el príncep Bohemon III d'Antioquia en un setge a Harenc. El 1180 Armènia Menor acollí nobles procedents d'Antioquia, per por de Sibil·la, esposa del príncep Bohemon, de la qual es deia que feia maleficis. El 1181 va viatjar al Regne de Jerusalem i es va casar amb una princesa franca, Isabel de Toron, filla d'Humfred de Toron i d'Antonieta de Milly senyora de Transjordània, i germana d'Humfred IV de Toron.
En canvi les relacions amb el Principat d'Antioquia, governat per Bohemon III no foren bones, ja que Antioquia aspirava a dominar Adana. A finals del 1182, el governador romà d'Orient de Cilícia, Isaac Comnè, revoltat contra l'emperador Andrònic I Comnè, s'alià amb el príncep Bohemon III i junts atacaren la ciutat armènia de Tars; però Bohemon aviat canvià de parer i vengué Tars més el governador a Rubèn, cosa de la qual se'n penediria més endavant. Els cavallers del Temple pagaren a Rubèn el rescat d'Isaac Comnè. Antioquia va trobar un aliat contra Rubèn en el senyor de Lampron on governava Hethum, de la família dels hethumians. Per intimidar a aquest vassall inquiet, Rubèn va enviar el seu germà Lleó (el futur Lleó II d'Armènia Menor) a assetjar el castell de Lampron vers el 1184. Vers el 1185 Rubèn III fou fet presoner a traïció per Bohemon III d'Antioquia quan anava a un prostíbul a Antioquia. Va ser alliberat a canvi d'un rescat i l'entrega de Sarvandikar, Hamduna i Chkar al Principat d'Antioquia.

## Relació amb els seljúcides
El juny del 1180, el soldà d'Egipte Saladí i el soldà d'Iconi Kilij Arslan II, es trobaren a la vora del riu Sanja, on sembla que acordaren una aliança contra els cristians. Els primers fruits d'aquesta aliança foren un seguit d'atacs ràpids contra els territoris de Rubèn III, amb el pretext d'haver donat mal tracte a les tribus de turcmans que passaven per aquell país. Rubèn establí la pau amb Kilij Arslan II aquell mateix any.

## Descendència i successió
Del seu matrimoni va tenir dues filles: 
- Alícia, nascuda el 1182, que es va casar amb el nakharar Hethum de Sasun i en segones noces amb Ramon IV de Trípoli (fill gran de Bohemon d'Antioquia) amb el qual va tenir a Raimon Rubèn d'Antioquia).
- Filipa, nascuda el 1183, que es va casar amb Teodor I Làscaris Comnè, emperador de Nicea.

El 1186 Rubèn es va retirar a un monestir, i mancat de fills mascles el va succeir el seu germà Lleó (Lleó II d'Armènia Menor)
| Precedit per: Mleh | Regne Armeni de Cilícia 1175-1186 | Succeït per: Lleó II |